# Saturday (Ocean Colour Scene)
Saturday è il nono album in studio del gruppo musicale britannico Ocean Colour Scene, pubblicato nel 2010.

## Tracce
1. 100 Floors of Perception
2. Mrs Maylie
3. Saturday
4. Just a Little Bit of Love
5. Old Pair of Jeans
6. Sing Children Sing
7. Harry Kidnap
8. Magic Carpet Days
9. The Word
10. Village Life
11. Postal
12. What's Mine Is Yours
13. Fell In Love on the Street Again
14. Rockfield